# Резолюция Совета Безопасности ООН 1073
Резолюция Совета Безопасности Организации Объединённых Наций 1073 (код — S/RES/1073), принятая 28 сентября 1996 года, сославшись на все резолюции по Иерусалиму и приняв к сведению письмо Саудовской Аравии от имени Лиги арабских государств, Совет Безопасности ООН призвал Израиль прекратить и отменить все действия, которые привели к обострению ситуации в регионе.
Была выражена обеспокоенность по поводу столкновений между палестинцами и израильской армией в Иерусалиме, Наблусе, Рамалле, Вифлееме и секторе Газа, в результате которых погибли и были ранены люди с обеих сторон. Также была выражена озабоченность по поводу более широких последствий для ближневосточного мирного процесса в целом. Израиль призвали прекратить и отменить все действия, обеспечить безопасность палестинцев и возобновить переговоры.
Резолюция 1073 была принята 14 голосами, при одном воздержавшемся члене — США.